# Contea di Nuckolls
La contea di Nuckolls (in inglese Nuckolls County) è una contea dello Stato del Nebraska, negli Stati Uniti. La popolazione al censimento del 2000 era di 5 057 abitanti. Il capoluogo di contea è Nelson.